# モンスターハンター 2 (漫画)
『モンスターハンター 2』（モンスターハンター ドス）は、同名ゲームの漫画化作品。著者は新井テル子。『電撃「マ）王』で2006年6月号から2007年4月号まで連載されていた。全1巻。

## あらすじ
ギレル&アンジェラ編
ギレル、シルル、ショウキ、ウーフーの四人は、ギレルの妹の病気を治すため、紅蓮の双角と呼ばれる紅いディアブロスを目標として狩りを続けていた。実力不足の彼らの元に凄腕のハンターのアンジェラが現れ、協力を仰ぐことに。初めは渋った彼女だが、ショウキにうまく乗せられ、共に紅蓮の双角を狩ることとなった。
カイ編
駆け出しハンターのカイは、紅いディアブロスの防具に身を包んだハンターに憧れ、ドンドルマへと旅立った。そこで出会ったアリーテ、ヴィン、クレイと組み、徐々に実力を身に着けてきた矢先、街にクシャルダオラが攻めてきた。

## 登場人物

### ギレル&アンジェラ編
ギレル
主人公。ハンマー使い。妹のサラの病気を治すため、紅蓮の双角を狩る為に奮闘する。紅蓮の双角の討伐後は、その素材から作られた防具を身に着けて活躍。カイの目標となっている。
アンジェラ
狩りに必要なのは仲間ではなく筋力だと豪語する玄人ハンター。女性でありながら見た目に反した怪力を誇る。過去に何かあったらしく、一人で狩りを行なうことを流儀としている。当初はこちらが主人公の予定だったらしい。
サラ
ギレルの妹。ブラコン。特殊な病気にかかっており、治すには“紅い双角竜の甲殻”と“いにしえの秘薬”が必要だという。病気が治った後、ハンターとしてデビューする。
シルル
弓使い。
ショウキ
褐色肌の大柄な男。頭の切れる参謀役。ハンマー使い。
ウーフー
肥満体で、鼻が利く。片手剣使い。

### カイ編
カイ
駆け出しハンター。ドスファンゴもギリギリで倒せる程度の腕前。初めは片手剣だったが、ドンドルマに来てからは「竜撃砲がかっこいいから」という理由でガンランスを装備。成長したギレルに憧れている。
アリーテ
同じく駆け出しのカイと意気投合して組む。弓使い。
ヴィン
ギルドナイト装備を組み合わせた奇抜な外見のハンター。太刀使い。何故か単行本のキャラクター紹介では名前がクレイになっている。
クレイ
スカルフェイスを装備した不気味な外見のハンター。人となりは普通。大剣使い。何故か単行本のキャラクター紹介では名前がヴィンになっている。

## モンスター
紅蓮の双角
突然変異とされる、紅い甲殻のディアブロス。MHP2、MHP2Gでダウンロードクエストにも登場。色は原色と同じだが、片方の角が折れており、攻撃力が非常に高くなっている。このモンスターから作られる武具は、ディアソルテシリーズと呼ばれる。

## 単行本
- 1巻 2007年3月27日 ISBN 978-4840238335